# Jeanette Dyrkjær
Jeanette Dyrkjær (født 26. november 1963 i København, død 29. juli 2011 i Jersie Strand ved Køge) var en dansk nøgenmodel, der blev Penthouse-foldeudpige under navnet Jeanette Starion og pornomodel under navnet Jean Afrique.
Jeanette Dyrkjær, som kom fra Køge, blev i 1983 som 19-årig kåret som Million Pet of the Year af det store, amerikanske mandeblad Penthouse og vandt en million dollar i forbindelse med kåringen, men dem fik hun formøblet. Hun kom senere ind i den amerikanske pornobranche, og siden da gik det for alvor ned ad bakke for Jeanette Dyrkjær, der skiftede navn til Jeanette Starion og Jean Afrique, da hun kom til Hollywood.
Jeanette Dyrkjær kom i de danske sladderblade, da hun gik spektakulært fallit og boede i en grotte sammen med sin afro-amerikanske mand, pornomodellen Erwin Ray Viser (Ray Victory), som hun giftede sig med i 1988 i Las Vegas. Parret flygtede i 1990 til Danmark og nåede at få to drenge sammen, men de blev tvangsfjernet. De er født henholdsvis 1991 og 1993 og bor nu i Holbæk.
Jeanette Dyrkjær døde af et hjerteanfald i hjemmet 2011.